# Rynek w Jordanowie
Rynek w Jordanowie – centralny plac miejski Jordanowa, w powiecie suskim, w województwie małopolskim.

## Historia
Miasto Jordanów zostało lokowane w 1564 r. na prawie niemieckim przez Wawrzyńca Spytka Jordana na wzgórzu między potokiem Strącza Woda, Skawą i Malejówką. Powstało „na surowym korzeniu” na ośmiu łanach wydzielonych z granic starszej wsi Malejowa.

Przez rynek przebiegały dwie drogi: Solna z Wieliczki na Węgry oraz Cesarska nr 2 z Żywca do Przemyśla i Lwowa.

### Do 1939
Rynek o powierzchni czterech morgów, (165 x 140 metrów) i mając 1,6 ha powierzchni był jednym z większych w regionie. Rynek przede wszystkim pełnił funkcje handlową. Odbywały się na nim uroczystości religijne, zgromadzenia patriotyczne, odpusty, przemarsze wojsk, ale też powitanie 17 listopada 1851 Jego Cesarskiej Mości Franciszka Józefa.

Prostokątny rynek dzieli się na cztery pierzeje.
- Pierzeja A-B (północno-zachodnia)
- Pierzeja C-D (południowo-zachodnia)
- Pierzeja E-F (południowo-wschodnia)
- Pierzeja G-H (północno-wschodnia)

Do około 1895 roku zabudowa rynku była drewniana, oświetlona lampami gazowymi później naftowymi. W 1930 roku zainstalowano lampy elektryczne. W latach 1895–1900 wybudowano pierwsze murowane budynki. We wrześniu 1939 roku dwie pierzeje spłonęły, a dwie pozostałe zostały wyburzone sukcesywnie do 1987 roku. 
Do drugiej połowy XX wieku zachowała się częściowo (osiem domów) charakterystyczna małomiasteczkowa, drewniana zabudowa przyrynkowa. Były to domy ustawione szczytami do rynku, wyróżniające się bezsłupowymi podcieniami utworzonymi poprzez nadwieszenie poddasza lub wysunięcie przed szczyt daszka przyzbowego. Domy te miały najczęściej konstrukcję wieńcową, a rzadziej sumikowo-łątkową. Wyróżniała się wśród nich Karczma Aleksandrowicza – jeden z najstarszych obiektów Jordanowa. W początku XX wieku pierzeja zachodnia uległa przebudowie. Domy drewniane zastąpiono murowanymi kamienicami. Wzniesiono też budynek sądu o historyzującej zabudowie który zaprojektował Jan Sas-Zubrzycki.
W latach 1911–1913 na rynku stały trzy budynki które w różnym okresie pełniły funkcję ratusza. Pierwszy drewniany stał w pobliżu zachodniego narożnika (rozebrany w 1913), drugi Budynek dawnego Ratusza i Sądu Grodzkiego w Jordanowie i trzeci ratusz wybudowany w 1911 roku stojący na środku płyty rynku.

### Po 1939
4 września 1939 większość drewnianej zabudowy spłonęła (głównie pierzeja wschodnia i częściowo południowa). Miasto podpalili niemieccy barbarzyńcy w odwet za zacięty opór Polaków w bitwie jordanowskiej (10. brygada kawalerii generała Stanisława Maczka). Po zakończeniu wojny nie podjęto kroków mających na celu rekonstrukcję dawnej zabudowy. Z ośmiu ocalałych domów drewnianych w latach 60. XX wieku rozebrano dwa. Plan zagospodarowania miasta i gminy z 1974 zakładał rozbiórkę pozostałych i zastąpienie ich zabudową murowaną o podobnych gabarytach. Na podstawie tego planu lokalne władze wykupiły drewniane domy celem ich wyburzenia i postawiania nowoczesnego zespołu mieszkaniowo-usługowego. Mimo interwencji konserwatora wojewódzkiego, a także Studenckiego Koła Naukowego Architectura Militaris (Politechnika Krakowska), które wsparli opiniami Wiktor Zin i Janusz Bogdanowski, resztki starej zabudowy rozebrano w 1989 bez dokonania inwentaryzacji. Obecnie w miejscu starej zabudowy mieści się galeria handlowa z 2015 (zastąpiła ona tymczasowe budki handlowe zwane Manhattanem stojące w miejscu starych domów).

## Targi
Założyciel miasta, Spytek Wawrzyniec Jordan wytyczył duży, zgeometryzowany rynek, licząc na zyski płynące z wielkich jarmarków, które obsługiwały wcześniej istniejące wsie w okolicy. 15 grudnia 1576 r. król Stefan Batory potwierdził prawa miejskie i nadał przywilej dwóch jarmarków w roku. 9 marca 1635 r. król Władysław IV Waza zezwolił na cztery jarmarki rocznie, a 20 listopada 1738 r. król August II Mocny zezwolił na 12 (czterodniowych) jarmarków rocznie. 21 lutego 1805 r. cesarz Franciszek II ograniczył liczbę jarmarków do czterech. W statucie miasta zapisano możliwość odbywania targu w każdy poniedziałek dla okolicznej ludności.
 W bezpośrednim sąsiedztwie miasta funkcjonowały dwa folwarki: Chrobacze na granicy Łętowni oraz w Malejowej. Do drugiej połowy XX wieku dotrwała tradycja jarmarków (targów większych) i targów (mniejszych) bydła na rynku. 